# Efferia ehrenbergi
Efferia ehrenbergi är en tvåvingeart som beskrevs av Wilcox 1966. Efferia ehrenbergi ingår i släktet Efferia och familjen rovflugor. Inga underarter finns listade i Catalogue of Life.